# Scopula dissonans
Scopula dissonans là một loài bướm đêm trong họ Geometridae.